# 알라 카추

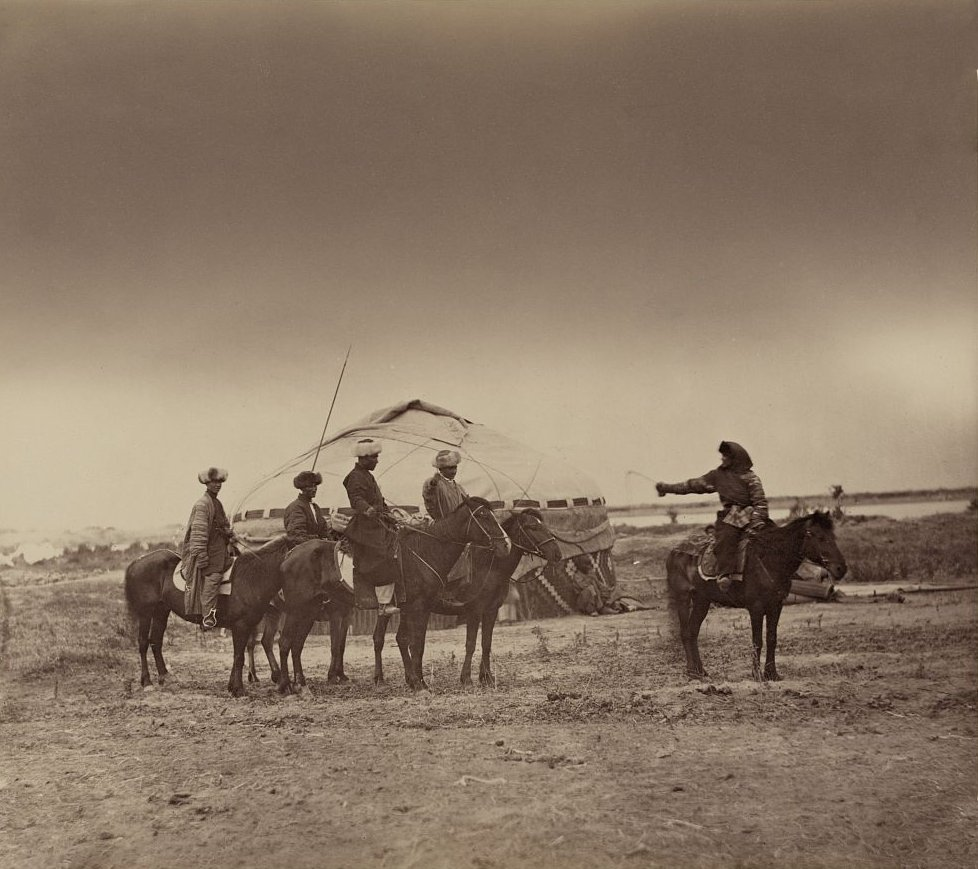

알라 카추(키르기스어: Ала качуу)는 키르기스어로 "납치혼"이라는 뜻이다. 키르기스스탄에 잔존한 납치 결혼 풍습이다. 카자흐스탄에서도 있었으나 없어졌고, 우즈베키스탄에서는 본디 납치 결혼 같은 풍습은 존재하지 않는다. 우즈베키스탄이 실효 지배하는 카라칼파스탄 공화국의 카라 칼파크인은 키르기스, 카자흐와 문화적으로 비슷하여 납치 결혼이 있었으나 법으로 강력히 금지해서 사라진 상태다.
키르기스스탄은 납치 결혼을 전통으로 여기고 납치 결혼하는 사람도 소수 있었으며, 1994년 이후부터 법으로 금지했으며, 최근에는 5년 이상 징역형이 나타나 사라지는 추세다. 하지만 키르기스스탄에서 90년대와 2000년대 초반에는 몰상식한 자들이 납치하는 사건이 일어나 사회 문제로 떠오르기도 하였다. 납치 결혼 풍습 연구자인 러셀 클라인백, 메흐리귤 아블레조바, 메디나 아이티예바의 논문에 의하면, 이 풍습은 젊은 남자가 친구들과 함께 여성을 설득하거나 유괴하고 집까지 데리고 가는 것을 의미한다. 구혼 대상이 되는 여성이 결혼을 승낙할 때까지 남성 가족들이 방에 가두고 결혼을 강요한다.국민 75%가 무슬림인 키르기스스탄에서는 처녀의 순결을 중요하게 여기기 때문에 대부분 결혼하는 예가 많다고 한다. 이 풍습은 키르기스스탄에서 1994년에 법으로 금지했으나, 경찰, 검찰 등은 이를 묵인하고 방관하는 추세다. 이로 말미암아 알라 카추를 국제 사회에서는 키르기스스탄 국내의 인권 유린으로 간주한다. 이 풍습 명칭의 기원은 키르기스어로 "잡아서 달아나기"라는 뜻이다. 연구자인 하미트 투르수노프와 아이굴 아브딜다예바에 따르면, 알라 카추는 원래 대략 1600년경부터 키르기스스탄에서 나타나는 고유 풍습이라고 말한다. 여자는 양가 부모 합의 하에 약혼자에게 끌려갔고 원하면 이혼도 가능하였다.

## 같이 보기
- 신부 납치
- 강제 결혼
- 신부 사기